# 1248
1248 (MCCXLVIII) a fost un an bisect al calendarului iulian.

## Evenimente
- 2 februarie: Guelfii sunt alungați din Florența.
- 18 februarie: Bătălia de la Parma: împăratul Frederic al II-lea eșuează în fața Parmei; ghibelinii sunt alungați din Romagna și Spoleto; Frederic al II-lea se retrage în Sicilia.
- 15 mai: Talmudul este condamnat și ars la Paris.
- 28 august: Regele Ludovic al IX-lea al Franței începe Cruciada a șaptea, conducând o armată de 20.000 de oameni, adunați la Aigues-Mortes, către Egipt.
- 7 septembrie: Cruciații francezi debarcă în Cipru.
- 1 noiembrie: Wilhelm al II-lea conte de Olanda, este încoronat ca împărat la Aachen.
- 23 noiembrie: Regele Ferdinand al III-lea de Castilia cucerește Sevilla de la mauri, în cadrul Reconquistei; musulmanii mai păstrează în Peninsula Iberică doar Granada.

### Nedatate
- Blanche de Castilia rămâne regentă în Regatul Franței.
- Constituirea Imperiului aztec.
- Marinizii din Maroc cuceresc orașul Fes, în care își stabilesc reședința; ei resping autoritatea almohaziilor din Marrakech.
- Orașul Monemvasia din Peloponez este cucerit de forțele latine, după doi ani de asediu.
- Papa Inocențiu al IV-lea conferă croaților permisiunea de a utiliza propria limbă și scriere în cadrul liturgiei.

## Arte, științe, literatură și filozofie
- 26 aprilie: La Paris, este consacrată catedrala gotică de la Sainte-Chapelle.
- 15 august: Se pune piatra de temelie a catedralei din Köln.
- Construirea palatului Alhambra, din Granada, Spania, de către mauri.
- Începe construirea catedralei din Beauvais, în Franța.
- Regele Afonso al X-lea al Castiliei desenează o hartă a planetelor.
- Roger Bacon face cunoscută formula prafului de pușcă în Europa.

## Nașteri
- Giovanni Pisano, sculptor și arhitect din Pisa (d. 1315)
- Ioan I, viitor conte de Hainaut, Flandra și Zeelanda (d. ?)
- Robert II, duce de Burgundia (d. 1306)

## Decese
- 4 ianuarie: Sancho al II-lea, regele Portugaliei (n. 1207)
- 1 februarie: Henric al II-lea, duce de Brabant (n. 1207)
- Güyük-han, conducător al Imperiului mongol (n. 1206)